# CLAP&LOVE/Why
《CLAP&LOVE/Why》為日本歌手絢香6th單曲。2007年9月5日發行初回限定盤與通常盤，2007年9月12日發行完全生產限定盤較前種晚1週發行。

## 解說
- 絢香首張雙A面單曲，初回限定盤與通常盤、完全生產限定盤共計3形態發行。
- 9月12日發行附有DVD音樂錄影帶的完全生產限定盤，將A面曲曲順對調「Why/CLAP&LOVE」，另外DVD各收錄「核心危機：最終幻想VII」版與絢香版的音樂錄影帶[1]。

## 曲目

### CD
- 完全生産限定盤中A面曲的曲順對調。

1. CLAP&LOVE
作詞:絢香/作曲:西尾芳彦・絢香
TBS電視台連續劇「婆媳大戰」主題歌
2. Why
作詞:絢香/作曲:西尾芳彦・絢香
  1. PSP專用軟體「核心危機：最終幻想VII」主題歌
3. Peace loving people <Live Ver.> 
作詞:絢香/作曲:西尾芳彦・絢香
4. CLAP&LOVE （Instrumental）
5. Why （Instrumental）

### 完全生産限定盤附屬DVD
1. Why（絢香演出的PV）
2. Why（核心危機：最終幻想VII ver.）

## 收錄專輯
- Sing to the Sky（#1、#2）
- ayaka's History 2006-2009（#1、#2（Disc1）、#3（Disc2・普通音源））

## 腳註
1. ↑  http://www.hmv.co.jp/search/index.asp?format=12&category=1&keyword=%88%BA%8D%81&adv=1&target=MUSIC （页面存档备份，存于） 2007年8月5日閲覧